# Ван Ден Бош, Зено
Зе́но ван ден Босх (нидерл. Zeno Van den Bosch; род. 6 июля 2003, Брасхат, Фламандский регион) — бельгийский футболист, защитник клуба «Антверпен».

## Клубная карьера
Зено ван ден Босх — воспитанник клуба «Антверпен». 18 января 2023 года в матче против «Остенде» он дебютировал в Жюпиле лиге.